# Жовтозільник нечуйвітровий
Жовтозільник нечуйвітровий, ерехтитес нечуйвітровий (Erechtites hieraciifolius) — вид рослин з родини айстрових (Asteraceae), поширений у Північній Америці та Південній Америці.

## Опис
Однорічна трава, 30–200 см заввишки. Стебло сильно розгалужене. Нижні листки коротко-черешкові, довгасто-ланцетні, на краю нерівномірно-зубчасті, знизу на жилах опушені; середні і верхні — сидячі, стеблоохопні. Кошики в волотистому суцвітті, 12–17 мм завдовжки. Обгортка 1-рядна або рідко близько основи з кількома дрібними листками. Квітки жовті; крайові — маточкові, ниткоподібно-трубчасті, на краю 3–5-зубчасті, розташовані в декілька рядів; серединні — двостатеві, трубчасті, 4–5-зубчасті. Сім'янки 2–3 мм довжиною, коричневі, коротко опушені, з чубчиком, в 4–5 разів перевищує сім'янку. Папус білий, 7–8 мм.

## Поширення
Поширений у Північній Америці та Південній Америці.
В Україні вид зростає на узліссях, лісових порубках — в передгір'ях Закарпаття, зрідка. Заносна рослина (в Мукачівському районі).